# Estación de Las Aletas
Las Aletas es una estación ferroviaria situada en el municipio español de Puerto Real, en la provincia de Cádiz, comunidad autónoma de Andalucía. Forma parte de las líneas C-1 y C-1a de Cercanías Cádiz.

## Situación ferroviaria
Se encuentra en el punto kilométrico 131,6 de la línea férrea de ancho ibérico Alcázar de San Juan-Cádiz. El kilometraje toma como punto de partida la ciudad de Sevilla, ya que este trazado va unido a la línea Sevilla-Cádiz posteriormente integrada por Adif en la ya mencionada línea Alcázar de San Juan-Cádiz. El tramo es de vía doble y está electrificado.

## La estación
Fue inaugurada el en año 2005. Sus instalaciones dotadas de tres andenes, dos laterales y uno central, todos ellos cubiertos y de cuatro vías nacieron con un doble objetivo: facilitar el acceso a la Universidad de Cádiz y dar servicio al futuro polígono industrial de Las Aletas cuyo proyecto sigue en el aire. Por ello de los 5000 usuarios diarios potenciales inicialmente calculados, en 2010 solo 685 viajeros diarios hicieron usando de las instalaciones. En total, la inversión alcanzó los 28 millones.

## Servicios ferroviarios

### Cercanías
La estación está integrada en la línea C-1 de la red de Cercanías Cádiz. La frecuencia media es de un tren cada hora. Los trayectos con Cádiz y Jerez se realizan habitualmente en 30 y 17 minutos respectivamente. De la estación parte un pequeño ramal llamado Línea C-1a que alcanza la universidad de Cádiz.
| procedencia/destino | < estación  | Línea | estación >   | destino/procedencia |
| ------------------- | ----------- | ----- | ------------ | ------------------- |
| Cádiz               | Puerto Real |       | Valdelagrana | Aeropuerto de Jerez |
| Terminal            | Terminal    |       | Universidad  | Universidad         |